# スズムシ
スズムシ（鈴虫、金鐘児、学名: Meloimorpha japonicus）は、バッタ目コオロギ科の昆虫。大型の日本産コオロギ科昆虫である。古くは「マツムシ」と呼ばれるなど、双方に混同があった。英語では bell cricket という。

## 形態
体長は17〜25ミリ。頭部は小さく、複眼のみで単眼は退化している。翅は幅広く、瓜の種のような形をしている、羽は2枚と思われがちだが、羽化直後の成虫個体は4枚あり、その後に後脚で後翅を自ら脱落させる。羽化間もない個体は飛ぶこともあり、明かりに集まり、自動販売機の下などで鳴き声が聞かれることもある。なお、長翅型と短翅型があり、飛ぶのは長翅型のみである。飼育を重ねた販売個体は短翅型の割合が多い上、飛翔筋の発達も悪いことが多いため飛ぶことは非常に稀である。夜行性のため触角が長くなっており、触角は白い部分が多く一部は黒い。
スズムシの声は古くから「鳴く虫の王」と呼ばれている。雄の羽は幅が広く脈が発達しており、太い脈の一部はヤスリのようになっていて、羽を垂直に立てて細かく鳴き続ける（独り鳴き）。

## 分布
日本では本州（主に東北南部以南）､四国、九州､国外では中国東北部､朝鮮半島などに分布する。
かつては、秋田県五城目町が日本でのスズムシ群棲地の北限として知られ、県の天然記念物にも指定されていたが、平成の初めから鳴き声が聞こえなくなり、2020年には群棲地の指定が解除された。

## 生態
成虫は夏に出現し、森林縁またはススキなどの多い暗い茂みの地表に生息する。自然の豊かな農村などでは、田畑の脇の草むらで大きな石やコンクリート片などをひっくり返すと、多数の個体が潜んでいる姿に出会うこともある。他の地表性の種、たとえばエンマコオロギなどに比べ脚が比較的長く、細いため、穴を掘ることはなく物陰に隠れるのみである。
基本的に夜行性であり、昼間は地表の物陰に隠れ、夜に下草の間で鳴き声を上げるが、曇りの日などは昼夜を問わず良く鳴く。雌は産卵管を土中に挿し込み産卵する。
成虫の羽化は7月下旬頃に始まり、9月いっぱいまで鳴き声が聴かれる。10月初旬にはほぼ全ての野生個体が死ぬが、飼育下ではしばしばさらに遅くまで生存する。
食性は雑食性で、野生下では草木の葉や小昆虫の死骸等を食べている。

## 飼育
飼育は非常に容易で、キュウリやナスを主な餌とし鰹節など動物質(タンパク質)の餌を与えると、共食いも防げる。ジャンプ力はあるが、ガラスやプラスティックは上らないため、ある程度の高さがあればガラス水槽やプラケースなどで飼育できる。赤玉土などを敷いて湿度を保っておくと雌雄がいれば容易に産卵する。翌年まで湿度を保っていると、5月下旬から6月上旬ぐらいに数週間かけて孵化する。地域の気温、飼育場所の温度差により差異もあるが、何回か脱皮をすると早い個体では7月下旬ごろ成虫になる。鳴く虫は秋のイメージがあるが、本種含め本来は比較的暑い時期から鳴き始める。最近ホームセンター等で晩春から初夏にかけて売られている成虫個体は温度管理により羽化を早められたものである。
上記の通り、キュウリやナスはもちろん、カボチャやサツマイモに至るまで食べる。自然界においてはススキやクズの群生地で野生個体を多く見かけられることから、食草は比較的幅広いと推測出来る。
現在では簡単に養殖物が手に入るが、野生のものも全国に分布している。養殖物から逃げたものも多数存在するものと考えられ、遺伝子汚染が進んでいる可能性は否定できない。ただし羽化してまもない新成虫個体は後翅も存在する。またメス個体の場合も腹部の卵巣が未成熟な時期には、産卵時期に比べ体重が軽い。そのため、晩夏から初秋にかけて飛翔していることが確認できる。水銀灯や時には家屋の明かりに来ることもある。このことから近親交配を避け各地の生息域に分散している可能性もある。

## スズムシの文化

### 鳴き声
虫を聴く文化は日本や中国大陸などで継承されてきた文化である。欧米人は虫の鳴き声を雑音として聞くか、鳴いていることすら気付かない場合が多いとされ、その要因は人種的な違いではなく幼少期の話し言葉の環境によるとする説がある。医学者の角田忠信によると、人間は一般には左脳が言語、右脳が言語以外の雑音の処理を行っているが、9歳までの時期を日本語で育つと母音の音の物理的構造に似た人の感情音や自然界のさまざまな音を左脳で処理するようになり、日本人は例外的に虫の声をはじめ自然界の音を言葉と同様に左脳で聞いているとする研究を発表している。また、小泉八雲は、虫を愛するのは日本人とギリシャ人のみだと述べている。ただし、虫を聴く文化は中国などでもみられ、ヨーロッパなどにも、虫の鳴き声を歌になぞらえた詩や歌があることから、それだけですべてを説明するのは無理で、自然環境や四季の変化がその要因になっているともいわれている。
鳴き声が細かく鈴を振るようだというので鈴虫と言うが、かつてはこれを松林をわたる風と聞いたらしい。逆にマツムシの「チンチロリン」という鳴き声を鈴の音と聞いていたようである。
他の鳴く虫にも言えることだが、周波数が高すぎるために一部の録音機材では録音できず、古典的な電話では鳴き声を伝えられない。
文部省唱歌の「蟲のこゑ」では、「あれマツムシが鳴いているチンチロ　チンチロ　チンチロリン」に対して「あれスズムシも鳴きだした　リンリン　リンリン　リーンリン」とあるように、標準的な聞きなしとしては「リーン、リーン」などである。

### 鑑賞

#### 日本
古くから鳴き声を楽しむ対象とされ、平安時代から貴族階級では籠に入れ楽しまれていたが、江戸時代中期より虫売りの手で人工飼育が始まり、盛んに販売されている。
虫売りの繁盛は昭和になっても続き、虫売りの行商は夏の風物詩となっていた。しかし、やがて第二次世界大戦の戦災で虫の問屋が全滅。生活の安定と向上で、虫売りは回復していくが、売り場はデパートやペットショップに移り、高度成長期を境にペットショップで扱われる昆虫類の主役も鳴く虫からカブトムシやクワガタムシへと置き換わった。
日本では竹籠に入れて鳴き声を鑑賞するのが一般的である。
日本にはスズムシを「自治体の虫」とする日本の地方公共団体がある。
- 宮城県仙台市
- 千葉県市川市
- 長野県松川村 - スズムシ捕獲禁止条例を可決